# Solenodon arredondoi
Solenodon arredondoi é uma espécie extinta de mamífero da família Solenodontidae. Conhecida de somente três localidades do Quaternário do oeste de Cuba.

## Ver também

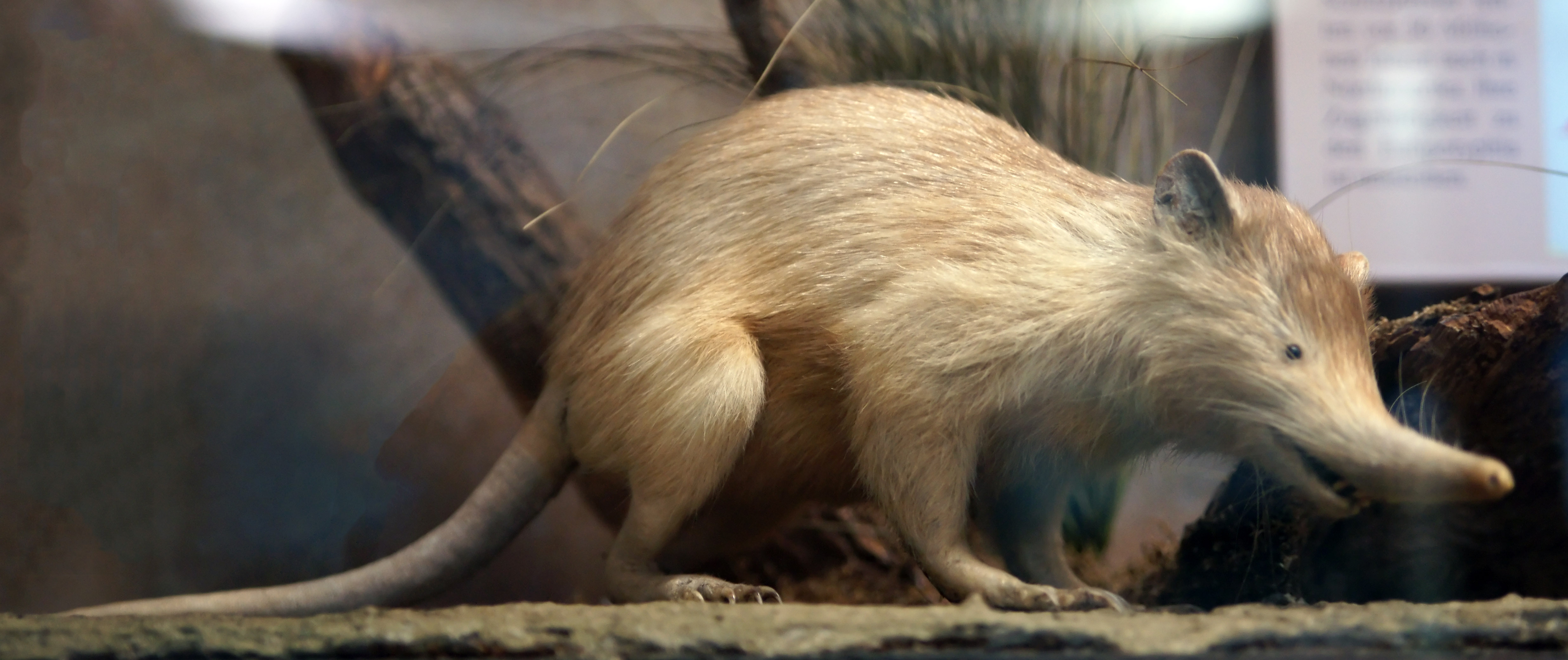
Solenodonte haitiano empalhado no Museu de História Natural de Viena, Áustria.